# Чим (река)
Чим — река в России, протекает по территории Удорского района Республики Коми. Устье реки находится в 46 км по правому берегу реки Лоптюга. Длина реки составляет 75 км.
Вытекает из болота Чимйывнюр. Крупнейший приток — Асыв-Чим, впадает в Чим справа на высоте 132 м над уровнем моря.
Именованные притоки: Нижняя Кыръёль, Верхняя Кыръёль, Асыв-Чим и другие.

## Данные водного реестра
По данным государственного водного реестра России относится к Двинско-Печорскому бассейновому округу, водохозяйственный участок реки — Мезень от истока до водомерного поста у деревни Малонисогорская. Речной бассейн реки — Мезень.
Код объекта в государственном водном реестре — 03030000112103000046767.